# Aéroport international de Gibraltar
L'aéroport international de Gibraltar (en anglais: Gibraltar International Airport) (code IATA : GIB  • code OACI : LXGB) est à la fois un aéroport civil desservant l'enclave britannique de Gibraltar et une base militaire de la Royal Air Force ayant le nom de RAF Gibraltar.

## Description
Construit au nord du rocher et perpendiculairement à la presqu'île de Gibraltar, l'aéroport est près de la frontière espagnole. La piste courte (1 829 m), dont la moitié ouest s'avance sur la baie, peut recevoir des appareils du type moyen-courrier, mais non les gros porteurs.   
La légalité de l'aéroport est également controversée. Le gouvernement espagnol considère le territoire sur lequel il est construit hors des territoires reconnus à l'Angleterre selon les traités d'Utrecht de 1713.  
L'avenue Winston-Churchill (en), unique route reliant la ville à l'Espagne, passait à travers la piste. Lors des manœuvres d’atterrissage ou de décollage, des barrières étaient baissées et surveillées par des policiers pour empêcher les voitures de traverser la piste, à la manière d'un passage à niveau. Les véhicules ne traversent désormais plus la piste, puisqu'un tunnel a été ouvert le 31 mars 2023. Seuls les piétons et les cyclistes continueront de traverser la piste.
Le plus grave accident d'avion sur l'aéroport survint le 4 juillet 1943. Parmi les onze personnes décédées à bord du B-24 se trouvait Władysław Sikorski, alors commandant de l'Armée polonaise et Premier ministre du Gouvernement polonais en exil, ainsi que sa fille Zofia Leśniowska.

## Compagnies et destinations
Gibraltar n’entretient aucune desserte aérienne avec aucun pays membre de l'Union européenne.
| Compagnies      | Destinations                                     |
| --------------- | ------------------------------------------------ |
| British Airways | Londres-Heathrow                                 |
| easyJet         | Birmingham, Bristol, Londres-Gatwick, Manchester |

Actualisé le 18/05/2025

## Statistiques
Pour des raisons techniques, il est temporairement impossible d'afficher le graphique qui aurait dû être présenté ici.

Voir la requête brute et les sources sur Wikidata.

## Galerie

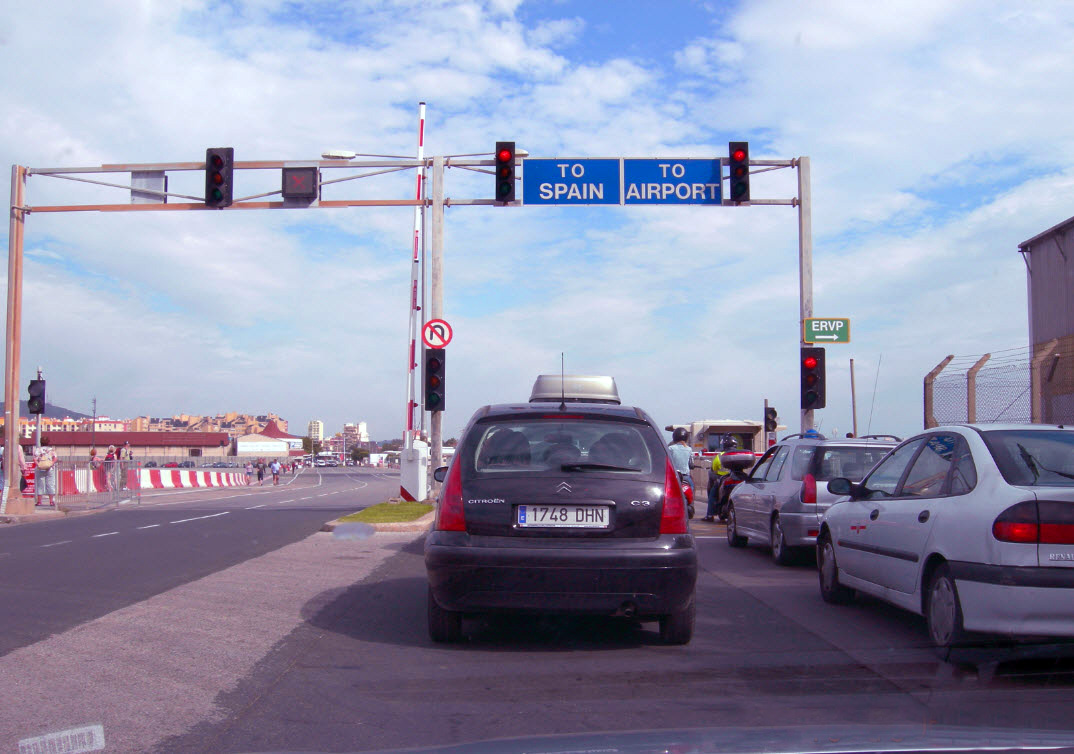
Barrière de sécurité à l'intersection de la route de l'aéroport international de Gibraltar et de l'avenue Winston-Churchill
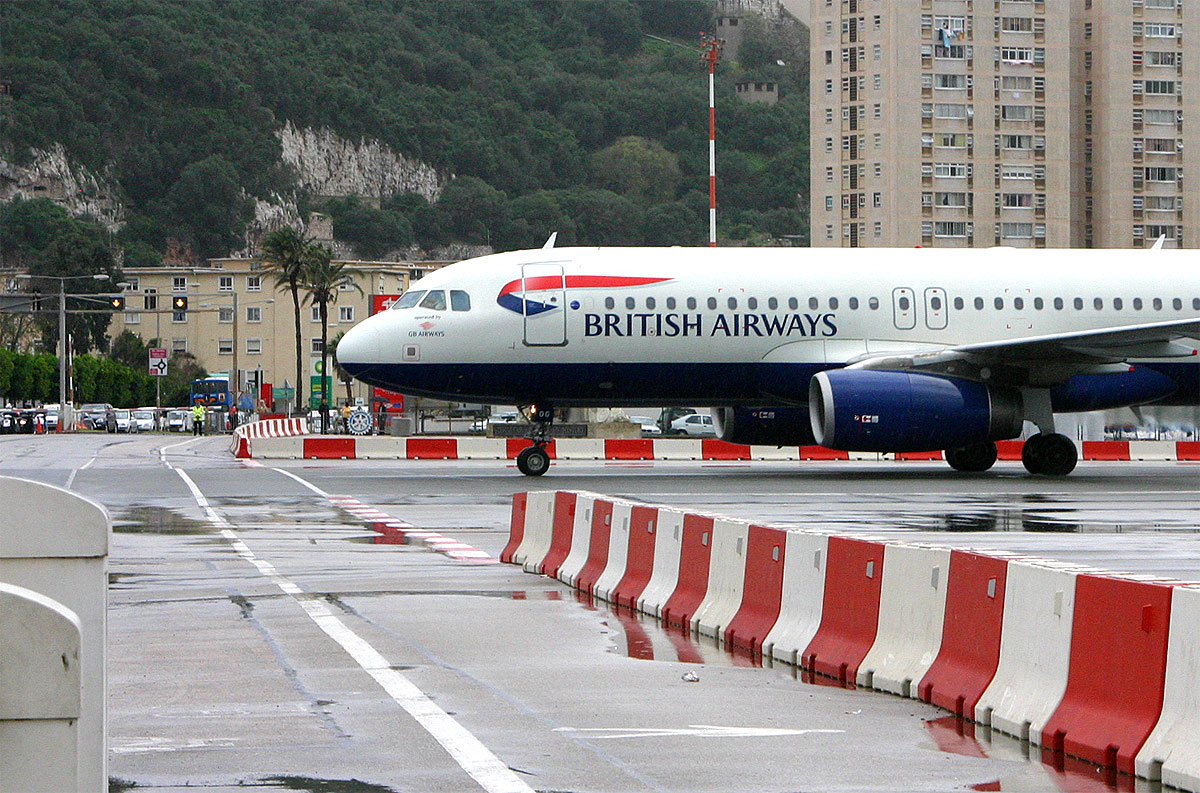
Avion British Airways roulant sur la piste
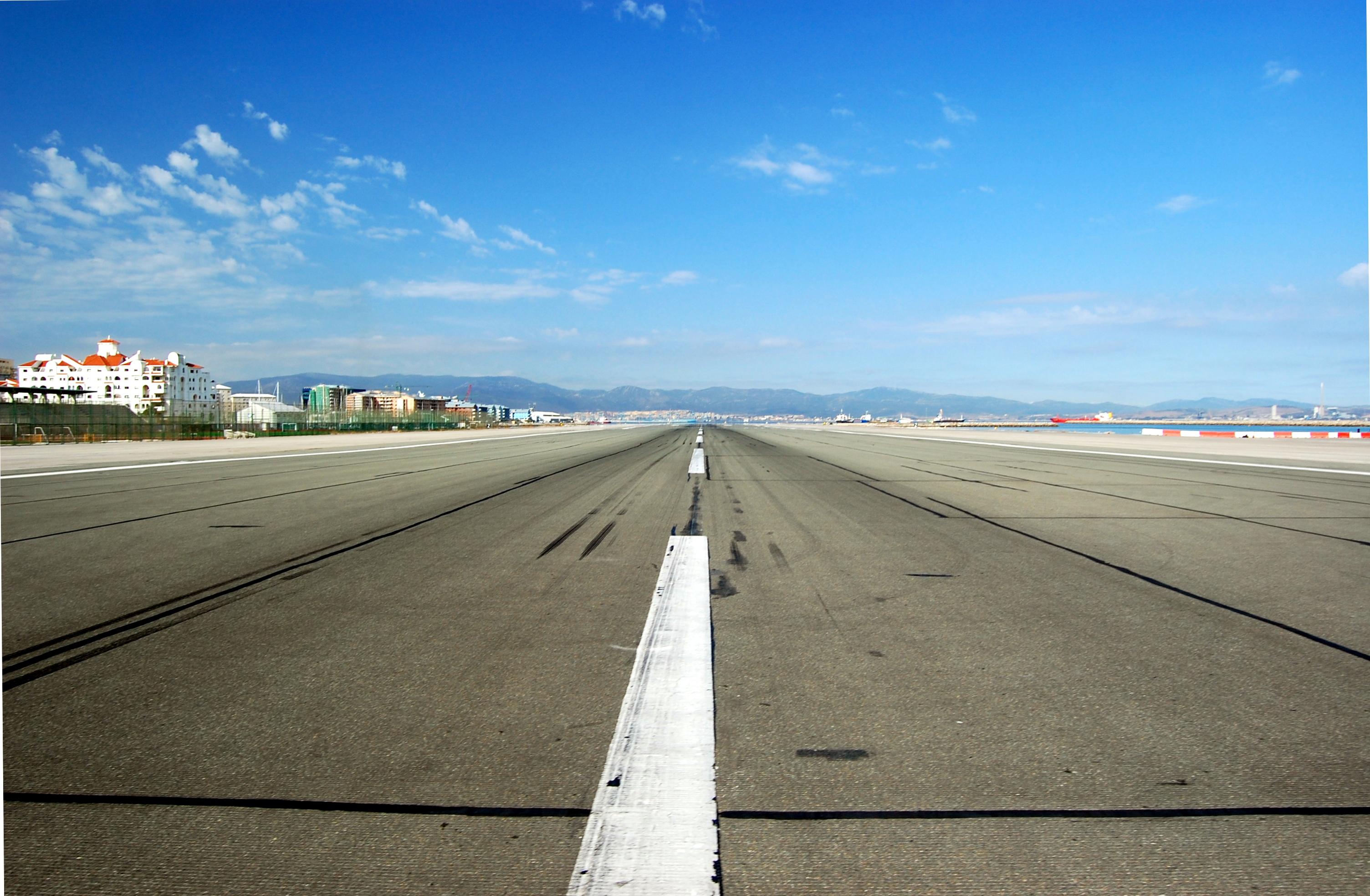
Piste de l'aéroport

## Dans la culture
La configuration de l'aéroport, avec sa piste que traverse une route, est visible au début du film Styx (2018).